# Ikar
Ikar (gr. Ἴκαρος Íkaros, łac. Icarus) – w mitologii greckiej syn Dedala i Naukrate, niewolnicy władcy Krety – Minosa.
Dedal, ojciec Ikara, był ateńskim kowalem. Mimo że należał do najwybitniejszych rzemieślników i wynalazców, jego uczeń Talos prześcignął go w sztuce – zazdrosny Dedal zabił go więc, po czym uciekł z Aten na rządzoną przez Minosa Kretę. Tam na życzenie króla wybudował Labirynt, budowlę mającą być siedzibą Minotaura, potwora o kształcie pół człowieka, pół byka, spłodzonego przez żonę Minosa Pazyfae i byka – była to kara zesłana na władcę przez Posejdona.
Minos nie chciał wypuścić z wyspy Dedala, gdyż kowal pomógł Pazyfae w odbyciu stosunku z bykiem budując dla niej przebranie krowy. Uwięził go wraz z synem w Labiryncie – Pazyfae pomogła mu jednak w ucieczce. Ponieważ morze i ląd było pilnie strzeżone przez wojska kreteńskie, Dedal postanowił wraz z Ikarem uciec z wyspy, wzbijając się w powietrze za pomocą własnoręcznie skonstruowanych skrzydeł. Skrzydła te zbudowane były z piór spojonych woskiem.
Ojciec przestrzegł syna przed niebezpieczeństwem spowodowanym zbyt wysokim lotem. Ikar jednak wzbił się zbyt wysoko, a wtedy słońce roztopiło wosk, którym były złączone pióra. Chłopiec zginął, spadając do Morza Ikaryjskiego, którego nazwa według mitu pochodzi od jego imienia. Dedal krążył nad tym miejscem, dopóki ciało nie wypłynęło, a następnie pochował je na wyspie zwanej później Ikarią. Według innej wersji mitu ciało przeniósł na wyspę Ikarię Herakles. Nie we wszystkich wersjach mitu o Dedalu i Ikarze występuje lot na spojonych woskiem skrzydłach: według innych Dedal wynalazł nie skrzydła, ale żagle, chcąc w ten sposób wyprzedzić flotę Minosa, zaś Ikar utonął spadając ze statku wskutek nieostrożnego obchodzenia się ze sterem.

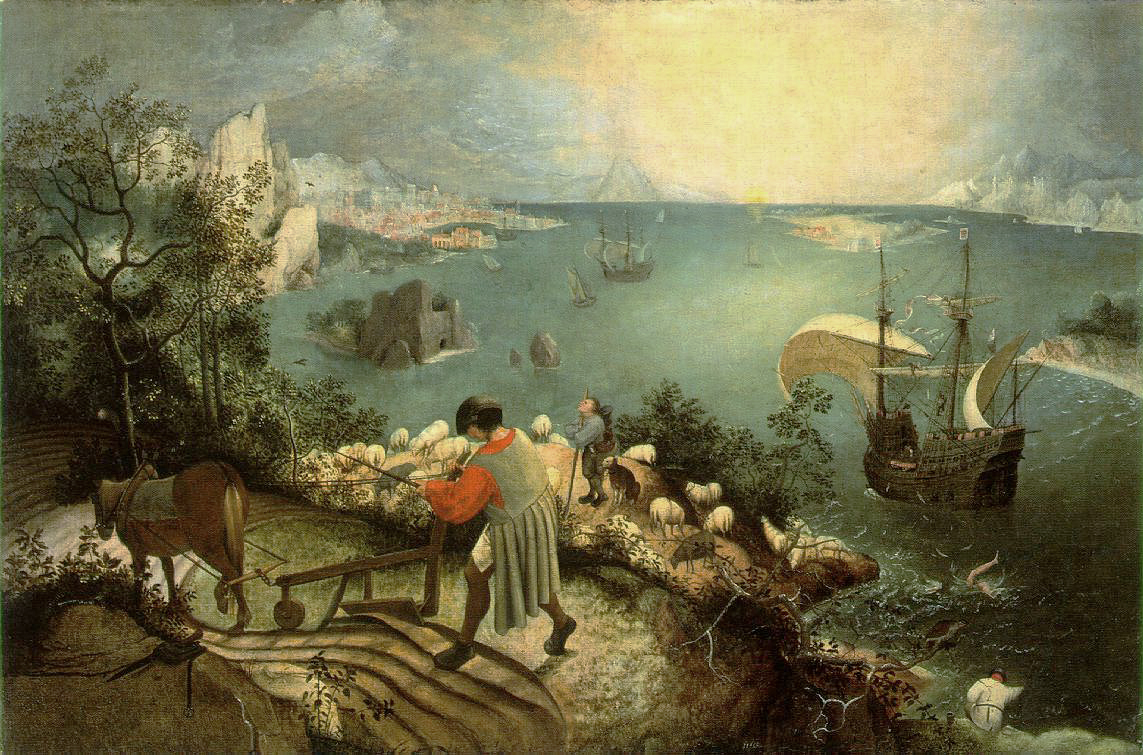
Pejzaż z upadkiem Ikara
(mal. Pieter Bruegel st.)

Lot i upadek Ikara stanowią szeroko rozpowszechniony symbol ludzkiego dążenia do realizacji własnych celów wbrew naturalnemu porządkowi świata, a jednocześnie symbol nadmiernej ambicji. Jest on częstym motywem w sztuce, najczęściej oddającej przypisywaną mu treść symboliczną, a występującym już w greckim malarstwie wazowym i freskach pompejańskich. Do bardziej znanych późniejszych przedstawień należy Pejzaż z upadkiem Ikara Petera Bruegla starszego (Królewskie Muzea Sztuk Pięknych w Brukseli).